# Mario Party: Star Rush
Mario Party: Star Rush — игра-вечеринка для Nintendo 3DS. Он отклоняется от обычной серии Mario Party в её устранении пошагового игрового процесса в пользу способности двигаться по желанию, одновременно с другими игроками и без заданных путей на игровом поле. Игра была выпущена в Европе, Австралии и Японии в октябре 2016 года, а в Северной Америке - в следующем месяце. Перед игрой стоит Mario Party 10 для Wii U.

## Геймплей
Star Rush — портативная видеоигра в серии Mario Party, основанная на групповых мини-играх, которые следуют концепции настольной игры. Главное изменение Star Rush на франшизу - это замена пошагового игрового процесса с возможностью двигаться по желанию, одновременно и без заданных путей на игровом поле. Основной режим игры - «Toad Scramble», в котором все игроки играют как Тоад от франшизы Mario. Другие персонажи серии Mario могут быть завербованы для игры в команде игрока, но сами по себе не играют. Star Rush имеет бои сражений, где игроки соревнуются, чтобы нанести наибольший урон боссу.
До четырёх игроков могут присоединиться к общей многопользовательской игре, находясь рядом с другими игроками, через локальный беспроводной режим портативной консоли Nintendo 3DS. Бесплатное программное обеспечение доступно в Nintendo eShop под названием «Mario Party: Star Rush — Party Guest» представляет собой демоверсию, позволяющую игрокам присоединиться к игрокам с полной игрой и включает ограниченное количество мини-игр. Игра также совместим с пятнадцатью фигурками Nintendo Amiibo.

### Режимы
В Схватке с жабами все 4 игрока начинают как Тоад разного цвета с целью получить звёзды от боссов. По пути игроки могут нанимать союзников, а также собирать или покупать предметы, чтобы увеличить свои шансы на победу. Повсюду разыгрываются мини-игры, и игроку, выигравшему мини-игру, даются монеты, а игроку, выигравшему каждую специальную мини-игру с боссом, даются звезды. Победителем становится игрок, который сможет заработать больше всего звёзд и монет после победы над всеми боссами.
В Coinathlon от 1 до 4 игроков играют в уникальные мини-игры, которые дают независимое количество монет в зависимости от результатов игрока. Предметы можно собирать, чтобы увеличить свой счёт или помешать игре соперника. Каждая монета продвигает игрока на одно место на доске, победителем становится игрок, который может пройти указанное количество кругов по доске. Мини-игры увеличиваются в сложности и монетах. В более длительных режимах игры сложность увеличивается за счёт добавления мини-игр Боузер, в которых проигравшие игроки отправляются назад на определенное количество клеток на игровом поле.
В Balloon Bash 4 игрока выбирают персонажа, за которого они будут играть, и аналогично Toad Scramble, каждый игрок бросает кости, чтобы определить количество клеток, которые они могут перемещать по доске, предметы можно собирать или покупать, а также собирать воздушные шары. играть в мини-игры, которые можно использовать для заработка монет. В отличие от Toad Scramble, монеты нельзя автоматически обменять на звёзды. Вместо этого можно собирать специальные воздушные шары со звездами, чтобы обменять 10 монет на звезду в определенной сумме. Победителем становится игрок, который соберет наибольшее количество звёзд, независимо от количества заработанных монет.

## Разработка
Nintendo объявила об игре в конце пресс-релиза для «The Legend of Zelda: Breath of the Wild» 2017 года во время Electronic Entertainment Expo 2016. Журналисты охарактеризовали объявление как "скрытое". Nintendo показала больше игр на следующий день. Вскоре после анонса пользователи Твиттера прокомментировали, как обложка игры была повторно использована из других проектов, в том числе этикетка консервированной пасты SpaghettiOs. Ближе к релизу игры на коробке появился оригинальный арт. Удаление пошагового формата было разработано, чтобы сделать игру лучше для портативной игры. «Mario Party: Star Rush» была выпущена в Европе 7 октября 2016 г. в 8 октября 2016. г в Австралии, 20 октября 2016 г. в Японии и 4 ноября 2016 г. в Северной Америке.

## Оценки и мнения
| Сводный рейтинг       | Сводный рейтинг |
| Агрегатор             | Оценка          |
| --------------------- | --------------- |
| GameRankings          | 64,97 %         |
| Metacritic            | 68/100          |
| Иноязычные издания    |                 |
| Издание               | Оценка          |
| Destructoid           | 5,5/10          |
| Game Informer         | 6,5/10          |
| IGN                   | 5,2/10          |
| Nintendo Life         | [ 11 ]          |
| Nintendo World Report | 7,5/10          |

Согласно агрегатору обзоров Metacritic, игра получила неоднозначную оценку: 68 баллов на основе 40 обзоров. Шон Бакли из Engadget похвалил новый дизайн возможность удалить пошаговый формат. Он написал, что мини-игры «Mario Party» были забавными, но формат настольной игры устарел. Крис Картер из «Destructoid» похвалил удаление «автомобильной» механики серии, в которой все игроки вместе путешествовали в машине по игровому полю, хотя он по-прежнему «не надеялся» на новую игру в целом. В Японии, за первую неделю было продано менее 30 000 копий игры. Он продан. 88 544 в регионе по состоянию на 16 декабря 2016 г.